# La Bataille de Legnano (film)
 (juillet 2025).
Ne doit pas être confondu avec La battaglia di Legnano.
Pour plus de détails, voir Fiche technique et Distribution.
La Bataille de Legnano (titre original : La battaglia di Legnano) est un film italien réalisé par Mario Caserini en 1910.
Ce film muet en noir et blanc dépeint le conflit entre Guelfes et Gibelins, deux factions dont la lutte anima l'histoire de l'Italie au XIIe siècle, et la bataille de Legnano, où la Ligue lombarde, fidèle au pape Alexandre III, fut victorieuse de l'empereur germanique Frédéric Barberousse qui voulait imposer sa domination sur les cités lombardes.

## Fiche technique
- Titre original : La battaglia di Legnano
- Pays d'origine :  Royaume d'Italie
- Année : 1910
- Réalisation : Mario Caserini
- Scénario : Mario Caserini, Ferruccio Sacerdoti
- Société de production : Società Italiana Cines
- Société de distribution : Società Italiana Cines
- Langue : italien
- Format : Noir et blanc — 35 mm — 1,33:1 — Muet
- Genre : Film historique
- Longueur de pellicule : 304 mètres (1 bobine)
- Durée : 10 minutes
- Dates de sortie :
  -  Royaume d'Italie : mai 1910
  -  France : mai 1910
  -  Autriche-Hongrie : mai 1910
  -  Royaume-Uni : 7 mai 1910
  -  États-Unis : 15 juin 1910
- Autres titres connus :
  -  Royaume d'Italie : Federico Barbarossa
  -  France : Frédéric Barberousse
  -  Royaume-Uni : Barbarossa
  -  Autriche-Hongrie : Die Schlacht von Legnano
  -  Empire allemand : Die Schlacht von Legnano
  -  États-Unis : (The) Battle of Legnano
  -  États-Unis : Federico Barbarossa
  -  Empire russe : Фридрих Барбаросса (Fridrich Barbarossa)

## Distribution
- Orlando Ricci : Alberto da Giussano
- Amleto Novelli : Frédéric Barberousse
- Etorre Pesci : Pinamonte da Vimercate
- Fernanda Negri Pouget : la fiancée d'Alberto